# Beaumont-sur-Vesle
Beaumont-sur-Vesle é uma comuna francesa na região administrativa do Grande Leste, no departamento de Marne. Estende-se por uma área de 5.69 km², e possui 811 habitantes, segundo o censo de 2018, com uma densidade de 140 hab/km².